# 费尔干纳石油工人足球俱乐部
费尔干纳石油工人足球俱乐部（Neftchi Farg'ona），常稱「費爾干納油工」，是乌兹别克斯坦足球會位于费尔干纳盆地南部城市乌兹别克费尔干纳州首府费尔干纳。隊名中Neftchi在乌兹别克语中意為「油工」(石油工人)。

## 簡介
球队属于乌兹别克最高级别的足球队之一，也是最具实力的强队之一，俱乐部曾经5次夺得过联赛冠军头衔。球队的主体育场为在费尔干纳体育场（Fargona Stadium）。

## 球队荣誉
- 烏茲別克職業足球聯賽：5次

1992年、1993年、1994年、1995年、2001年
- 烏茲別克盃：2次

1994年、1996年